# 弗留利人

弗留利旗幟

弗留利人，是分佈於義大利東北部的一個民族。其原本語言是弗留利語，但受到義大利的影響，現今書寫與教學皆通用義大利語。

## 語言
弗留利語有30萬左右的使用者，絕大多數人也講義大利語。有時也被稱為東拉定語，因為它與拉定語共享同個來源，又在它的東方。大部分的弗留利詞彙是起源於拉丁語。多個世紀以來，弗留利語受到周圍語言影響，包括德語、義大利語、威尼斯語、斯洛維尼亞語。
如今，弗留利語在義大利因保護少數族裔語言的「第482/1999號法律」而獲正式承認，因此許多小學已經有弗留利語的教學。網路報紙也很活躍，也有一些音樂團體在他們的歌曲裡使用佛留利語。

## 社會、家庭與婚姻
弗留爾人重視父系，孩子的姓氏是跟隨父親，而婦女結婚後會改為丈夫的姓氏。弗留爾人是一夫一妻制，禁止表親之間的通婚也禁止離婚。

## 產業與生活

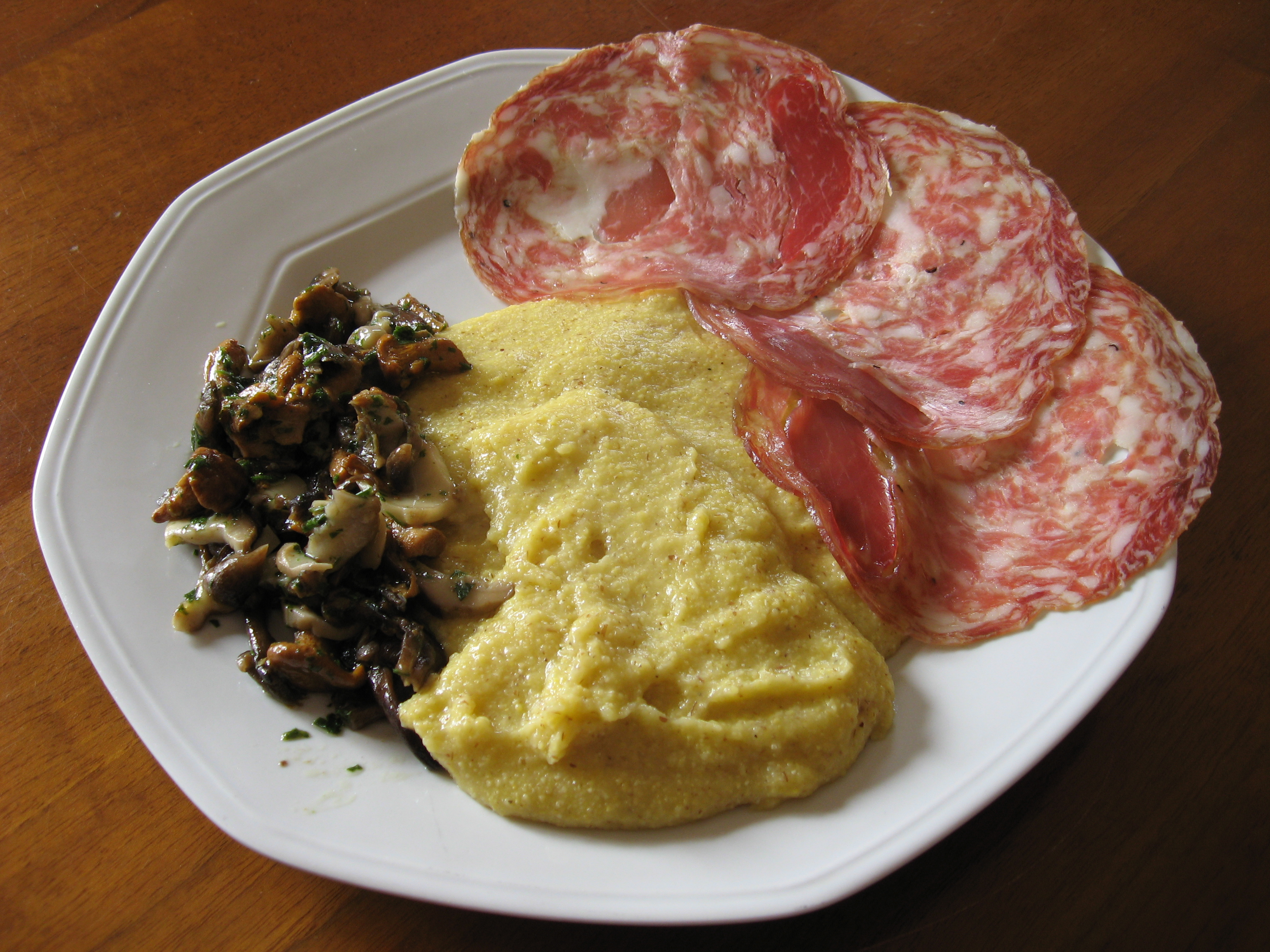
香腸蘑菇波倫塔

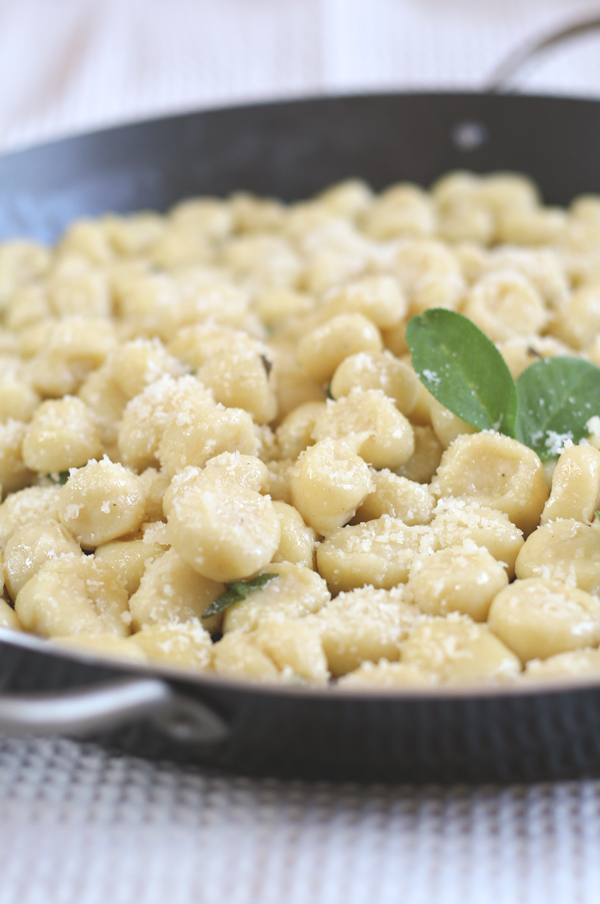
玉棋

山區的弗留利人從事畜牧業，飼養牛、羊，平原地區則從事農業，種植小麥、玉米等穀物與葡萄、櫻桃。
因深受德國與奧地利影響，麵粉或馬鈴薯做的餃子（The cjarcions）非常普遍，而威尼斯朱利亞地區料理口味較重，會添加小茴香、辣根與辣椒粉。特色食物有jota（綠豆和薏仁酸菜湯），brovada（類似醃蘿蔔），被用來伴烤或煮的肉、酒，以及波倫塔（又被稱為玉米粥、玉米塔），是把玉米澱粉煮滾後製成的食物。另外此地區的葡萄很有名，是著名的葡萄酒佛留利酒產地。

## 文學與藝術
早在在14世紀時，弗留利語就有第一首詩，但完整的文學的誕生只能追溯到19世紀，在維也納會議結束後，弗留利地區在奧地利帝國的統制下的時期。
The Società Filologica Friulana出版弗留利的教科書等書籍，並有弗留利的特別圖書館。而歐盟ScritôrsFurlans（弗留利作家聯盟）的成立，也促進了弗留利文學，並頒發文學獎給弗留利作品。
弗留利地區很少有流行音樂，但民間音樂則是非常活躍，尤其在傳統節日上。民間音樂有La Sedon Salvadie、Carantan、Libars Sunadors di Ruvigne、Liso e Gusto和Bande Zingare等。
弗留利劇場在1980年代初期重新啟動，此後約有40個業餘的劇場如雨後春筍般在弗留利地區建立，他們皆由umbrella association Associazione teatrale friulana di Udine管理。

## 著名人物
- 皮埃尔·保罗·帕索里尼，詩人